# Trebra (Hohenstein)
Trebra is een  dorp in de Duitse gemeente Hohenstein in het Landkreis Nordhausen in Thüringen. Het dorp wordt voor het eerst genoemd in 1291. Tot 1996 was het een zelfstandige gemeente. 